# Port-le-Grand
Port-le-Grand är en kommun i departementet Somme i regionen Hauts-de-France i norra Frankrike. Kommunen ligger i kantonen Nouvion som tillhör arrondissementet Abbeville. År 2022 hade Port-le-Grand 268 invånare.

## Befolkningsutveckling
Antalet invånare i kommunen Port-le-Grand
| Referens: INSEE |